# Kanton Épinac
Épinac is een voormalig kanton van het Franse departement Saône-et-Loire. Het kanton maakte deel uit van het arrondissement Autun. Het werd opgeheven bij decreet van 18 februari 2014, met uitwerking op 22 maart 2015. De gemeenten werden opgenomen in het dan nieuw gevormde kanton Autun-1, met uitzondering van Change dat werd toegevoegd aan het kanton Chagny.

## Gemeenten
Het kanton Épinac omvatte de volgende gemeenten:
- Change
- Collonge-la-Madeleine
- Créot
- Épertully
- Épinac (hoofdplaats)
- Morlet
- Saint-Gervais-sur-Couches
- Saint-Léger-du-Bois
- Saisy
- Sully
- Tintry